# Parbig
A Parbig (oroszul: Парбиг) folyó Oroszország ázsiai részén, a Tomszki területen. A Csaja bal oldali forrásága (a jobb oldali forráság a Bakcsar).

## Földrajz
Hossza: 320 km, vízgyűjtő területe: 9180 km², évi közepes vízhozama 28 m³/s.
A nagy Vaszjugan-mocsárban ered és annak vidékén, a Tomszki területen folyik végig északkelet felé. Október második felében – november elején befagy, április végéig jég borítja. Tavaszi árvize júniusig elhúzódik. 
Jelentősebb mellékfolyója az Andarma (232 km).